# BBC One
BBC One è il primo canale televisivo della BBC. Iniziò a trasmettere il 2 novembre 1936 come BBC Television Service e fu il primo servizio televisivo regolare al mondo con un elevato livello di risoluzione dell'immagine. Venne successivamente rinominato BBC TV fino al lancio di BBC Two nel 1964, quando divenne BBC1. La cifra araba del logo venne poi sostituita dalla dicitura "one" nel 1997. È un canale generalista, e trasmette anche programmi in eurovisione, come l'Eurovision Song Contest, che ha realizzato fino al 1998.
Il 3 novembre 2010 è partita anche la versione HD. Il canale ha un bilancio annuo di 840 milioni di sterline ed essendo BBC One finanziato esclusivamente dal canone, i programmi non sono interrotti dalle pubblicità.

## Storia
BBC One è il primo canale televisivo della storia della televisione nel Regno Unito e nel mondo. Nasce il 2 novembre 1936 come BBC Television Service. Il 1º settembre 1939, con l'inizio della seconda guerra mondiale, interrompe la trasmissione del cartone animato Serata di gala a Hollywood con Topolino per annunciare l'invasione tedesca della Polonia. Il 7 giugno 1946 alle 15:00 BBC Television Service riprende le trasmissioni con la trasmissione dello stesso cartone animato. Nel 1955 il monopolio televisivo della BBC si rompe con la nascita di Independent Television, prima emittente televisiva privata del Regno Unito. Nel 1968 (preceduta di un anno dalla rete sorella) anche BBC One inizia a trasmettere a colori. Nel 1982 nasce anche un'altra concorrente, Channel 4.

## Programmazione
(BBC One remit)

### Record di ascolti
| Posizione | Programma             | Numero di telespettatori (in milioni) | Data             |
| --------- | --------------------- | ------------------------------------- | ---------------- |
| 1         | EastEnders            | 30.15                                 | 25 dicembre 1985 |
| 2         | EastEnders            | 28.00                                 | 1º gennaio 1987  |
| 3         | Only Fools and Horses | 24.35                                 | 29 dicembre 1996 |
| 4         | EastEnders            | 24.30                                 | 2 gennaio 1992   |
| 5         | EastEnders            | 24.15                                 | 7 gennaio 1988   |

## Copertura
A causa dei diritti televisivi, BBC One è visibile in chiaro solo in Regno Unito e Irlanda, in quanto la sua visione è soggetta al pagamento del canone televisivo annuo britannico, che sostiene interamente il canale. Per questo motivo è stato disattivato il canale sui satelliti Astra a 19.2° est, che lo rendevano ricevibile gratuitamente in tutta Europa.
BBC One è ricevibile tramite digitale terrestre solo nel Regno Unito, e gratuitamente anche in Irlanda attraverso i satelliti Astra posti a 28.2° est, mentre è disponibile a pagamento via cavo in Svizzera, Paesi Bassi e Belgio.

## Canali regionali
BBC One ha anche dei canali regionali per la Scozia, il Galles e l'Irlanda del Nord.

## Loghi

16 febbraio 1991 - 4 ottobre 1997
4 ottobre 1997 - 29 marzo 2002
29 marzo 2002 - 7 ottobre 2006
7 ottobre 2006 - 20 ottobre 2021
In uso dal 20 ottobre 2021